# Technoguerriers
 (octobre 2013).
Si vous disposez d'ouvrages ou d'articles de référence ou si vous connaissez des sites web de qualité traitant du thème abordé ici, merci de compléter l'article en donnant les références utiles à sa vérifiabilité et en les liant à la section « Notes et références ».
Technoguerriers (titre original : MechWarrior) est un jeu de rôle sur table américain de science-fiction édité par FASA Corporation depuis 1986 et se déroulant dans le monde du jeu de figurines BattleTech. 

## MechWarrior (Jeu de rôle)
"MechWarrior" est un jeu de rôle prenant place dans l'univers fictif de BattleTech, dans lequel les joueurs peuvent prendre le rôle de "MechWarrior" (pilotes de BattleMech) ou d'autres véhicules du XXXe siècle. Le jeu eut trois éditions différentes et de nombreuses extensions et scénarios publiés, le premier datant de 1986, publié par FASA Corporation. En plus, de nombreux romans d'auteurs tels que Michael A. Stackpole étoffèrent largement l'univers du jeu. Une série animée fut également produite ayant pour base cet univers en particulier.

### Éditions
Ces trois éditions furent produites par FASA Corporation. Une deuxième impression de la troisième édition fut également publiée par Fantasy Production LLC (En novembre 2006). Afin de réduire les confusions faites entre WizKids' MechWarrior: Dark Age et MechWarrior roleplaying game, Fantasy Productions l'a renommé "Classic BattleTech RPG". La nouvelle édition sortie par Catalyst Game Labs est dans la lignée des "Total Warfare" :
- MechWarrior: The BattleTech Role Playing Game (paru en 1986)
  - traduite en français sous le nom Technoguerriers (en 1989)
- MechWarrior: The BattleTech Role Playing Game (paru en 1991)
- MechWarrior: Third Edition (parue en 1999)
- Classic BattleTech RPG (réimpression de l'édition précédente, parue en 2006)
- A Time of War (paru en décembre 2010).
- Mechwarrior: Destiny (paru en 2020, utilisant le Cue System déjà utilisé pour Valiant Universe et Shadowrun Anarchy)

### MechWarrior à l'étranger

#### Traduction française
La première édition de MechWarrior parue en France fut traduite par Michel Serrat pour la maison d'édition Maison Hexagonal. La traduction de Serrat fut publiée en 1989, sous le titre de "Technoguerrier", traduction du terme anglophone.

#### Traduction espagnole
En Espagne, les deux premières éditions du jeu furent traduites en espagnol et publiées en 1990 par Diseños Orbitales et la seconde édition en 1994 par Ediciones Zinco, toutes les deux disparues. Les deux maisons de productions étaient de Barcelone.